# Zjazd w Jędrzejowie 1576
Zjazd w Jędrzejowie został zwołany 15 grudnia 1575 r. podczas sejmu elekcyjnego, na którym część uczestniczącej w nim szlachty dokonała elekcji królewny Anny Jagiellonki i Stefana Batorego. Zawiązano wówczas konfederację generalną, zaś dla jej umocnienia elektorzy Anny i Stefana zwołali zjazd do Jędrzejowa. Na zjeździe potwierdzono wybór Anny Jagiellonki i Stefana Batorego. Wyznaczono termin sejmu koronacyjnego. Zjazd otworzył drogę królowi Stefanowi do objęcia tronu w Rzeczypospolitej.